# Искрогорлый ангел
Искрогорлый ангел (лат. Heliomaster constantii) — птица семейства колибри.

## Описание
Искрогорлый ангел достигает длины примерно от 11,5 до 13 см. Прямой, иногда также немного согнутый клюв длиной от 31 до 37 мм. Хвост длиной от 27 до 34 мм. Воротник вокруг шеи до подбородка тёмно-серого цвета, переходя в нижней трети горла в тёмно-вишневый или медно-красный цвета. Верхняя часть тела от зелёного до оливково-бронзового цвета. На ней имеются продолговатые белые, а также чёрные пятна. Нижняя часть тела серая со слабыми бронзовыми крапинами. Крылья относительно большие по отношению к хвосту. Самец и самка не имеют явных различий.

## Распространение
Ареал вида площадью примерно 530 000 км² охватывает центральноамериканские страны Коста-Рику, Гватемалу, Гондурас, Мексику, Сальвадор и Никарагуа, а также США. Колибри обитает в пустынном кустарнике, тропических лиственных влажных джунглях и вблизи берегов рек. Птица мигрирует по различным биотопам, особенно после гнездования. Она передвигается преимущественно на высоте от 800 до 1 000 м над уровнем моря. Он охотно селится на таких деревьях, как сейба, бомбаксовые, табебуйя и других деревьях. Иногда также вблизи геликониевыех.

## Поведение
Полет искрогорлого ангела искусен и элегантен. Медленные взмахи крыльев переходят в скольжение. Колибри предпочитает сидеть на высоких ветвях. В утренние часы птица охотится на насекомых. Иногда колибри собирает нектар растений, прежде всего, хикамы и агавы. Птица относительно мирная и не защищает свою территорию кормления.

## Размножение
Искрогорлый ангел строит гнездо в виде чаши из мягких растений и паутины. Он маскирует внешнюю сторону лишайниками, а также разложившимися растениями. Гнездо располагается преимущественно в кроне дерева. Период гнездования длится с января по июнь.

## Подвиды
Известно 3 подвида:
- Heliomaster constantii constantii (Delattre, 1843) — обитает от Сальвадора до юга Коста-Рики,
- H. c. leocadiae (Bourcier & Mulsant, 1852) — обитает на западе и юго-западе Мексики и западе Гватемалы,
- H. c. pinicola Gould, 1853 — обитает на северо-западе Мексики.

Подвид H. c. surdus (van Rossem, 1934) рассматривается обычно в качестве недействующего таксона.